# نوربيرت ماير
نوربيرت ماير (بالألمانية: Norbert Meier)‏، من مواليد 20 سبتمبر 1958، لاعب كرة قدم ألماني سابق، ومدرب كرة قدم ألماني حالي.
لعب مع منتخب ألمانيا لكرة القدم.

## مسيرته الكروية
لعب نوربيرت ماير خلال مسيرته الاحترافية مع 3 أندية في ستة عشر موسمًا وسجل خلالها 84 هدفًا ضمن 331 مباراة. ولم يفز بأي موسم بالكأس وفاز في موسم واحد بالدوري.
خاض نوربيرت ماير مسيرته مع ASV Bergedorf 85 ‏ في موسم 1977–78 واستمر معه طيلة ثلاثة مواسم، لم يشارك في أي مباراة ولم يسجل أي هدف. ثم انتقل إلى نادي فيردر بريمن في موسم 1980–81 ليلعب معه عشرة مواسم، حيث شارك في 281 مباراة سجل خلالها 82 هدفًا. لينتقل بعدها إلى نادي بوروسيا مونشنغلادباخ في موسم 1989–90 واستمر معه طيلة ثلاثة مواسم، مشاركًا في 50 مباراة سجل خلالها هدفين.

## روابط خارجية
- نوربيرت ماير على موقع قاعدة بيانات كرة القدم.إي يو (الإنجليزية)
- نوربيرت ماير على موقع بيانات كرة القدم. دي إي (الألمانية)
- نوربيرت ماير على موقع ناشيونال فوتبول تيمز (الإنجليزية)
- نوربيرت ماير على موقع عالم كرة القدم.نت (الإنجليزية)
- نوربيرت ماير على موقع كووورة